# Ейнбі
Е́йнбі (ест. Einbi küla, швед. Enby) — село в Естонії, у волості Ляене-Ніґула повіту Ляенемаа.

## Населення
Чисельність населення на 31 грудня 2011 року становила 19 осіб.

## Географія
Село розташоване на півострові Ноароотсі (Noarootsi poolsaar) на березі протоки Воозі (Voosi kurk), що з'єднує Вяйнамері та Балтійське море. Село лежить на відстані 38 км від Хаапсалу та 6 км на південний захід від Пюрксі.

## Історія
З 1998 року для села затверджена друга офіційна назва шведською мовою — Enby.
До 21 жовтня 2017 року село входило до складу волості Ноароотсі.